# Viggsö
Viggsö ist eine Insel im Stockholmer Schärengarten in der Gemeinde Värmdö.
Die Insel ist nur etwa 1 km lang und befindet sich zwischen den Inseln Grinda und Värmdö. Eine Straßenverbindung zum Festland bzw. einer anderen Insel gibt es nicht.
Auf Viggsö haben sich in den 1970er Jahren die ABBA-Mitglieder niedergelassen.

## Belege
1. ↑  https://www.schwedenstube.de/blog/viggsoe-die-abba-insel/